# Stevie Wonder
Stevie Wonder, nome d'arte di Stevland Hardaway Morris, nato Stevland Hardaway Judkins (Saginaw, 13 maggio 1950), è un cantautore, compositore, polistrumentista e produttore discografico statunitense.
Viene considerato uno dei musicisti più innovativi e influenti della musica pop. Fondamentale, in particolare, il suo contributo all'evoluzione del soul e del R&B, grazie alle prolifiche contaminazioni con pop, jazz, funk e reggae. Rinnovò in modo profondo il linguaggio della musica afroamericana, usando i sintetizzatori per creare intrecci contrappuntistici e melodici come se si trattasse di archi o fiati; queste, insieme alla sovraincisione della sua stessa voce al fine di creare multiple voci soliste, sono alcune delle innovazioni stilistiche ascrivibili a Stevie Wonder, diventate oggetto di culto e studio.
Oltre a essere un talentuoso compositore, Wonder è un abile vocalista, un provetto pianista ed eccelle come virtuoso di armonica cromatica. Tra i suoi dischi principali vi sono album come Music of My Mind, Talking Book, Innervisions, Fulfillingness' First Finale e Songs in the Key of Life, quasi tutti interamente scritti, composti e arrangiati in totale autonomia. Stevie Wonder vanta 10 singoli al numero uno nella Billboard Hot 100 e oltre 30 brani presenti nella US top ten, ha vinto centinaia di premi tra cui 25 Grammy Award, un Grammy Award alla carriera, un premio Oscar e undici American Music Award, diventando così uno degli artisti solisti maschili più premiati e più di successo di tutti i tempi e ha venduto oltre 100 milioni di dischi in tutto il mondo.
Attivista e leader dei diritti civili, giocò un ruolo fondamentale nel rendere festa nazionale il compleanno di Martin Luther King e nel 2009 è stato nominato “messaggero di pace” dalle Nazioni Unite. Wonder è anche molto impegnato in campagne a favore dei ciechi, in particolare ha partecipato alla conferenza diplomatica che ha portato al Trattato di Marrakech per introdurre una deroga al diritto d'autore per le pubblicazioni per i minorati della vista.

## Biografia
Figlio d'arte, è il terzo dei cinque figli dell'autrice e cantante soul Lula Mae Hardaway (1930-2006) e di Calvin Judkins (1904-1976).
Cieco dalla nascita a causa di una retinopatia dovuta a difficoltà durante il parto prematuro e peggiorata da un'eccessiva quantità di ossigeno nell'incubatrice, prese il nome di Stevland Morris quando la madre si separò dal marito e, portando con sé i figli, assunse legalmente questo cognome.
Bambino prodigio (si avvicinò a tre anni alla musica e a quattro suonava già il piano): ha fatto la storia della classifica Billboard come l'artista solista più giovane che abbia mai raggiunto la vetta della classifica, posizione conquistata a soli 13 anni, e come il primo artista ad avere avuto una hit contemporaneamente nelle classifiche di musica pop e di R&B.

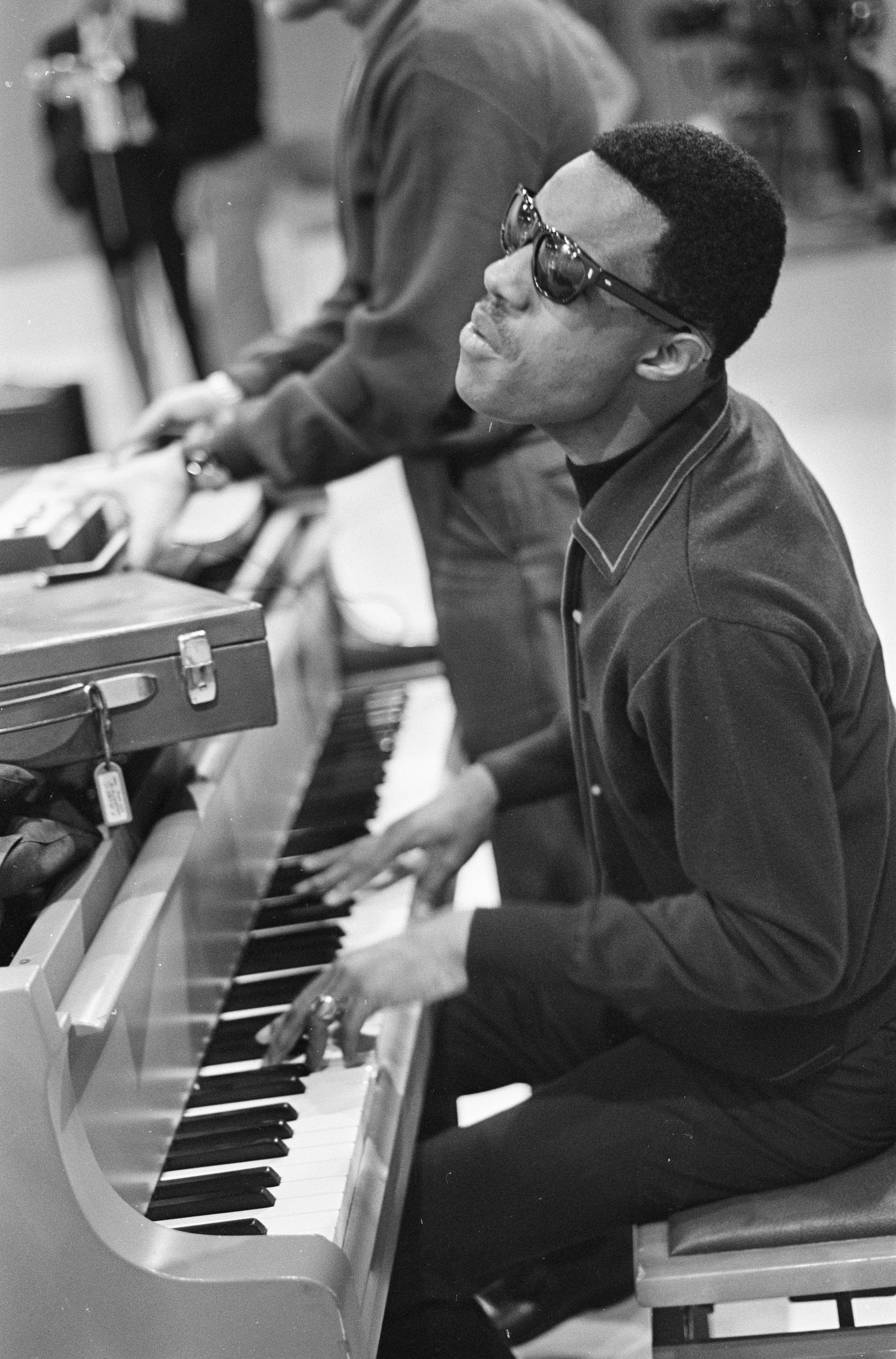
Stevie Wonder nel 1967

Ha inciso vari successi per l'etichetta Motown, come Fingertips nel 1963, vincendo 25 Grammy Award.
Nel 1968 esce un album particolare intitolato Eivets Rednow. Si tratta di tracce completamente strumentali, soul, jazz e maggiormente caratterizzate da assoli dell'armonica. L'album, spesso erroneamente, non viene attribuito a Stevie Wonder, per via dello pseudonimo "eivets rednow", che non è altro che Stevie Wonder scritto al rovescio.
Sempre nel 1968, Wonder pubblica l'album For Once in My Life, la cui title track For Once in My Life, originariamente scritta per il musicista Jean DuShon, riesce ad ottenere la seconda posizione sia della classifica statunitense Billboard Hot 100 che della Billboard Black Singles. Viene inoltre certificata disco d'oro in Italia e platino nel Regno Unito.
Nel 1972 Stevie Wonder pubblica l'album Talking Book, che si rivela presto un successo mondiale. Nel 1973 il primo singolo tratto dall'album, Superstition, diviene immediatamente un successo, raggiungendo la prima posizione nella Billboard Hot 100 e vincendo il Grammy Award alla miglior canzone R&B (prima vittoria in assoluto di Stevie Wonder) e il Grammy Award alla miglior interpretazione vocale R&B maschile. Il secondo singolo You Are the Sunshine of My Life, tratto dal medesimo album, arriva anch'esso primo nella Billboard Hot 100 ed è poi premiato con il Grammy Award alla miglior interpretazione vocale maschile.

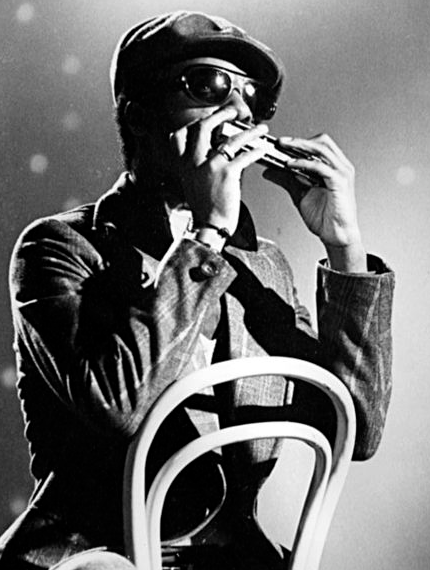
Stevie Wonder negli anni '70

L'album successivo, Innervisions (1973), ha ricevuto il Grammy Award all'album dell'anno. È stato anche inserito nella Grammy Hall of Fame nel 1999 e nella lista di Rolling Stone dei 500 migliori album di tutti i tempi nel 2020, al 23º posto.
Il periodo probabilmente più florido della sua carriera si concentra in quello che viene chiamato "periodo classico", tra il 1970 e il 1976, costituito da cinque album (Music of My Mind, Talking Book, Innervisions, Fulfillingness First Finale e Songs in the Key of Life) in cui esprime la sua visione dell'amore, della vita, dell'umanità e di Dio, trattando nel contempo anche temi sociali. Tali album sono considerati punti di riferimento per molti artisti contemporanei e rappresentano il momento del distacco di Wonder dalle decisioni della casa discografica poiché, entrato in possesso delle proprie royalty, egli produce se stesso, autodeterminando il proprio successo a livello internazionale.
Nel 1974, il singolo You Haven't Done Nothin' realizzato con The Jackson 5 arriva primo nella Billboard Hot 100 e in Canada. La canzone rappresenta una critica rivolta direttamente all'allora presidente degli Stati Uniti Richard Nixon.
Negli anni ottanta si apre invece il cosiddetto "periodo commerciale", volto più a conquistare posti alti nelle classifiche che a creare album sperimentali come negli anni settanta, con un sound più pop che R&B o funk (l'ultimo album funky sarà Hotter Than July nel 1980). Nel 1982, il duetto realizzato fra Wonder e Paul McCartney Ebony and Ivory, incentrato sull'armonia tra persone bianche e nere, ha raggiunto il primo posto in classifica. Nel 1987, Wonder è anche apparso con il duetto Just Good Friends nell'album Bad di Michael Jackson, suo cugino di terzo grado.
Nel 1989 Wonder è entrato nella Rock and Roll Hall of Fame.
Nel 1991 Stevie Wonder ha curato la colonna sonora del film Jungle Fever di Spike Lee, con cui è tornato a collaborare nel 2000 quando ha scritto i due singoli Misrepresented People e Some Years Ago per la soundtrack del film, sempre di Lee, Bamboozled.
Il suo ritorno sulla scena internazionale coincide con la pubblicazione dell'album A Time to Love nel 2005, che riscatta Wonder dai pochi successi degli anni novanta, arrivando quinto nella classifica statunitense e ventiquattresimo in quella inglese.
Il 31 maggio 2006, la madre di Wonder, Lula Mae Hardaway, è morta a Los Angeles all'età di 76 anni. Durante il suo concerto dell'8 settembre 2008 a Birmingham, nel Regno Unito, il cantante ha parlato della sua decisione di ricominciare a fare tournée dopo la grave perdita, dicendo: "Voglio prendere tutto il dolore che provo, celebrarlo e trasformarlo in qualcosa di meraviglioso".

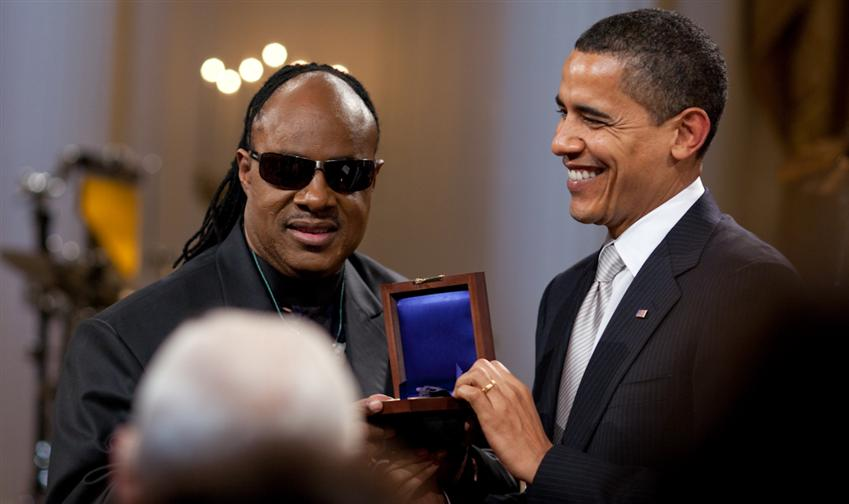
Wonder e Barack Obama alla consegna del Premio Gershwin

Tra il 2009 e il 2010 ha lavorato a tre album contemporaneamente: The Gospel Inspired by Lula, dedicato alla madre e che tratta delle varie crisi che affliggono il mondo; Through the Eyes of Wonder, che parla delle sue esperienze da cieco (come già fece nel 1972 nella canzone Visions); un album jazz con Tony Bennett (con il quale vinse un Grammy nel 2006 per la cover di For Once in My Life) prodotto e arrangiato da Quincy Jones.
Nel 2009 Stevie Wonder è stato insignito del Premio Gershwin da parte dell'allora presidente degli Stati Uniti Barack Obama.
Stevie Wonder ha cantato al funerale di Michael Jackson avvenuto nel 2009, cantando The Way You Make Me Feel, a quello di Etta James nel 2012, in cui si è esibito con Christina Aguilera, e un mese dopo a quello di Whitney Houston. Wonder si è esibito anche ai funerali di Aretha Franklin nel 2018.
Nel 2016 Wonder con la cantautrice Ariana Grande ha realizzato il singolo Faith, inserito nella colonna sonora del film d'animazione musicale Sing.

## Vita privata

### Matrimoni e figli
Stevie Wonder si è sposato tre volte. È stato sposato per la prima volta con la cantautrice e assidua collaboratrice Syreeta Wright, dal 1970 al divorzio avvenuto nel 1972: i due però sono rimasti in ottimi rapporti di amicizia, tanto che in seguito la loro collaborazione musicale è continuata; infatti Syreeta Wright ha anche cantato nell'album di Wonder Conversation Peace del 1995.
Dal 2001 al 2012, è stato sposato con la stilista Kai Millard. Nell'ottobre 2009, Wonder e Millard si sono separati, e nell'agosto del 2012 lui ha chiesto il divorzio. Nel 2017, ha sposato in terze nozze Tomeeka Robyn Bracy.
Wonder ha 9 figli. I primi due sono nati dall'unione con Yolanda Simmons, segretaria della Motown, con cui Wonder si frequentò da ventenne dopo il divorzio da Wright. Il 2 febbraio 1975 è nata la figlia di Wonder e Yolanda, Aisha Morris, definita dal cantante "l'unica cosa di cui avevo bisogno nella mia vita e nella mia musica". È proprio ad Aisha che Wonder ha dedicato la celebre Isn't She Lovely, uscita l'anno seguente la nascita (1976). Oggi Aisha è una cantante e ha fatto diverse tournée con il padre con cui ha anche inciso nel 2005 l’album A Time to Love. Un altro figlio di Wonder e Simmons, Keita, è nato il 17 aprile 1977 ed è anch'egli un musicista.
Nel 1983 Wonder ha avuto un altro figlio, Mumtaz Morris, con la nuova compagna Melody McCulley.
Ha avuto altri due figli con una donna la cui identità non è mai stata rivelata pubblicamente per volere di lei: Sophia, nata nel 1985, oggi ambasciatrice delle Nazioni Unite (in particolare dell'UNESCO), e Kwame, nato nel 1988, diventato modello per Vogue.
Dal matrimonio con la seconda moglie Kai Millard, sono nati Kailand, nel 2011, che occasionalmente si esibisce come batterista sul palco con suo padre, e Mandla Kadjay Carl Stevland Morris, il 13 maggio 2005 (giorno del 55º compleanno di Wonder), divenuto modello e ballerino professionista.
Con la terza e attuale moglie, Tomeeka, Wonder ha avuto Zaiah Morris. L’ultima figlia, Nia, avuta anch'ella con l'attuale moglie, è nata nel dicembre del 2014.

### Credenze religiose e idee politiche
Wonder è stato cresciuto dalla famiglia come battista, fede che ha professato per molti anni. Quando ha conosciuto Syreeta Wright, è stato da lei introdotto alla Meditazione Trascendentale, che segue tuttora, e di cui canta anche nel brano Jesus Children of America. In linea con le sue credenze, Wonder è diventato vegetariano, e in seguito vegano.
Per quanto concerne la politica, Stevie Wonder è sempre stato sostenitore del Partito Democratico, e il 21 agosto 2024, ha performato Higher Ground alla Democratic National Convention del 2024, appoggiando la candidatura di Kamala Harris alle elezioni presidenziali degli Stati Uniti del 2024. Wonder si è anche esibito alla festa di 60° compleanno di Kamala Harris.

## Partecipazioni e collaborazioni

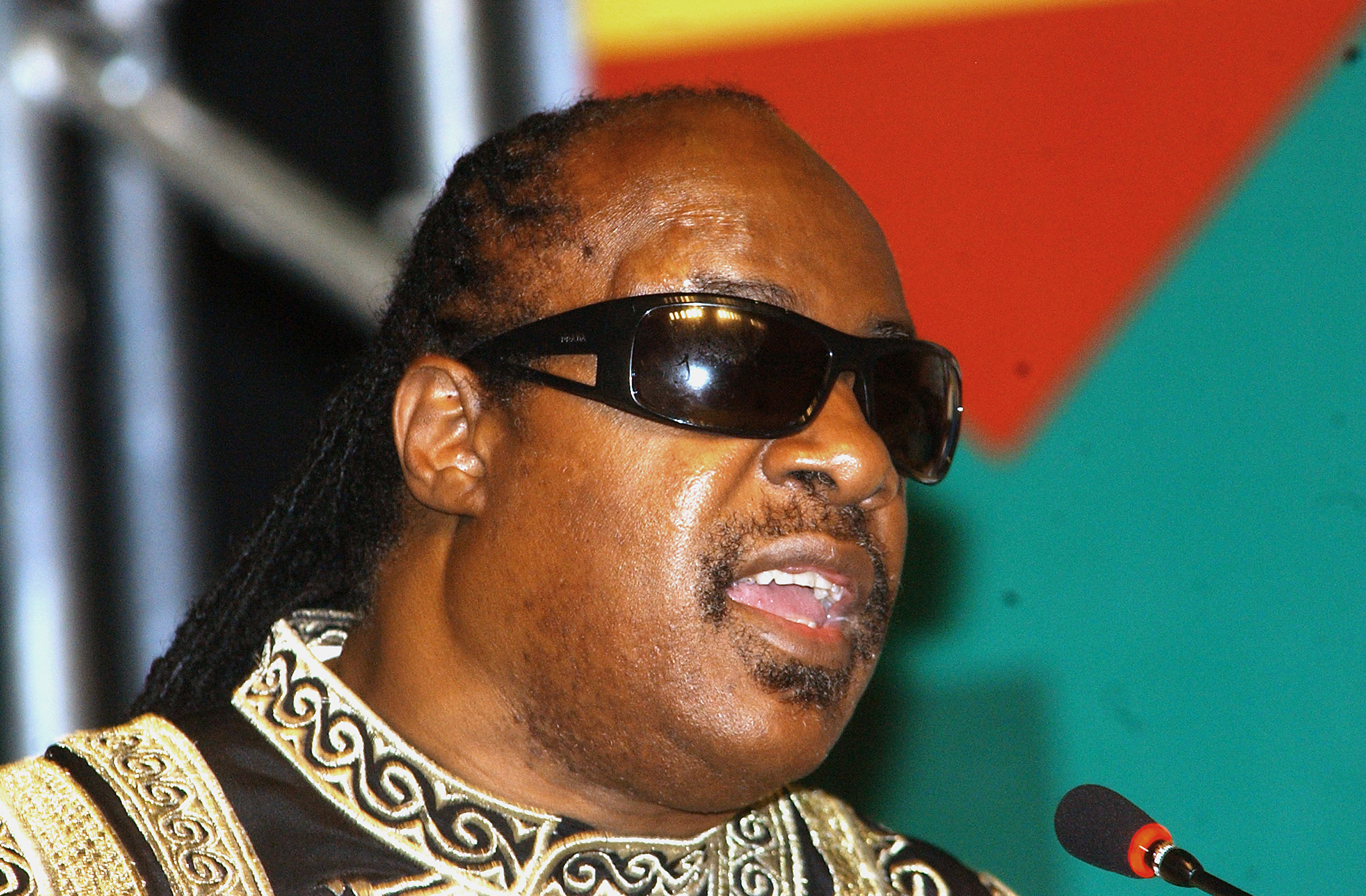
Stevie Wonder nel 2006

Stevie Wonder nel corso della sua carriera ha effettuato numerose collaborazioni. Ha partecipato, in coppia con Gabriella Ferri, al Festival di Sanremo 1969 con Se tu ragazzo mio, brano composto dalla stessa Ferri. Ha inoltre inciso in italiano Il sole è di tutti, cantata anche da Dino, estratta dal suo album Down to Earth del 1966, in origine A Place in the Sun.
Verso la fine degli anni '70 scrisse un brano, I Can't Help It, che comparve nell'album Off the Wall dell'artista Michael Jackson, con il quale collaborò diverse altre volte in futuro.
Partecipò a USA for Africa, duettando con artisti come Michael Jackson e Lionel Richie, autori di We Are the World; gli incassi derivati dalla vendita del singolo furono devoluti in beneficenza per la lotta contro la fame nell'Africa Orientale. Negli anni ottanta, comparve in una puntata della serie TV I Robinson (A Touch of Wonder) nel ruolo di se stesso, cantando una sua canzone.
Nel 1982 duettò con Paul McCartney nel brano sull'integrazione razziale Ebony and Ivory inserito nell'album Tug of War di McCartney. Nel 1985 l'armonica che si sente nei momenti strumentali della canzone degli Eurythmics There Must Be an Angel (Playing with My Heart) è suonata da Wonder. Nel 1987 collaborò ancora con Michael Jackson, duettando con il cantante nel brano Just Good Friends, quinta traccia dell'album Bad. Lo stesso Jackson ha contraccambiato, duettando con Wonder nel brano Get It, contenuto nel suo album Characters, sempre nello stesso anno.
Negli anni novanta ha duettato con Whitney Houston nel brano We Didn't Know, nona traccia dell'album I'm Your Baby Tonight. Nel 1995 ha duettato con Frank Sinatra nell'album Duets II. Il 9 giugno del 1998 ha duettato con Luciano Pavarotti durante uno dei tanti concerti a scopo benefico Pavarotti & Friends. Nel 2003 collabora con i Blue per la sua cover Signed, Sealed, Delivered I'm Yours inserita nell'album Guilty. Il 7 luglio 2009, a Los Angeles, ha aperto la serata in commemorazione di Michael Jackson cantando Never Dreamed You'd Leave in Summer e They Won't Go When I Go. Nello stesso anno scrive per il suo amico Mao Otayeck le musiche di Wait e sempre per il cantante ivoriano ha suonato l’armonica nel brano Carry On. La produzione e la regia dei video dei due brani è dell'italiano Nicola Paparusso. Il 26 gennaio 2014 sale sul palco dello Staples Center di Los Angeles durante la 56ª edizione dei Grammy Award come ospite dei Daft Punk, esibendosi con il duo parigino, Pharrell Williams e Nile Rodgers. Il 13 gennaio 2015 è stato pubblicato il quarto album di Mark Ronson, Uptown Special, a cui Wonder ha collaborato, realizzando la prima e l'ultima traccia dell'album. Nel 2015 collabora con Snoop Dogg nel singolo California Roll, collabora anche con Jason Derulo nel brano Broke e con il cantante/cantautore Redfoo per il singolo Were The Sun Goes. Nel 2016 pubblica Faith al quale collabora Ariana Grande, canzone che viene appunto registrata per essere usata come colonna sonora del film di animazione Sing.
Nel 2023 duetta con l'amica Cher in What Christmas Means to Me, canzone contenuta nell'album Christmas della popstar.

## Stile musicale
Fondamentale innovatore della musica nera, icona del suono Motown, nonché responsabile per aver distanziato il soul dalla sua componente blues, Stevie Wonder si è caratterizzato per lo stile naïf, raffinato e ambizioso con elementi pop, jazz e funky. I suoi brani, che hanno mostrato dagli anni settanta una cura sempre maggiore negli arrangiamenti, sono accompagnati dalla strumentazione sinfonica ed elettronica, nonché dalla voce dell'artista capace di spaziare da «tonalità calde e avvolgenti ad acrobazie aspre e pungenti».
Durante gli anni sessanta, periodo in cui già militava per la Motown, la sua musica era frenetica e grintosa ma si è sempre più incentrata verso il formato della ballata come confermeranno anche le uscite successive. Dal 1971, anno in cui iniziò a godere di maggiore libertà espressiva da parte della casa discografica di riferimento, Stevie Wonder rese il suo stile più esotico e lo arricchì con le tastiere elettroniche. Segno di questa maturazione vi sono dapprima Music of My Mind (1972), che conferma per la prima volta le ambizioni dell'artista e introduce i sintetizzatori, poi con le uscite successive quali Talking Book (1972) e Innervisions (1973), che lo hanno coronato "re della black music".

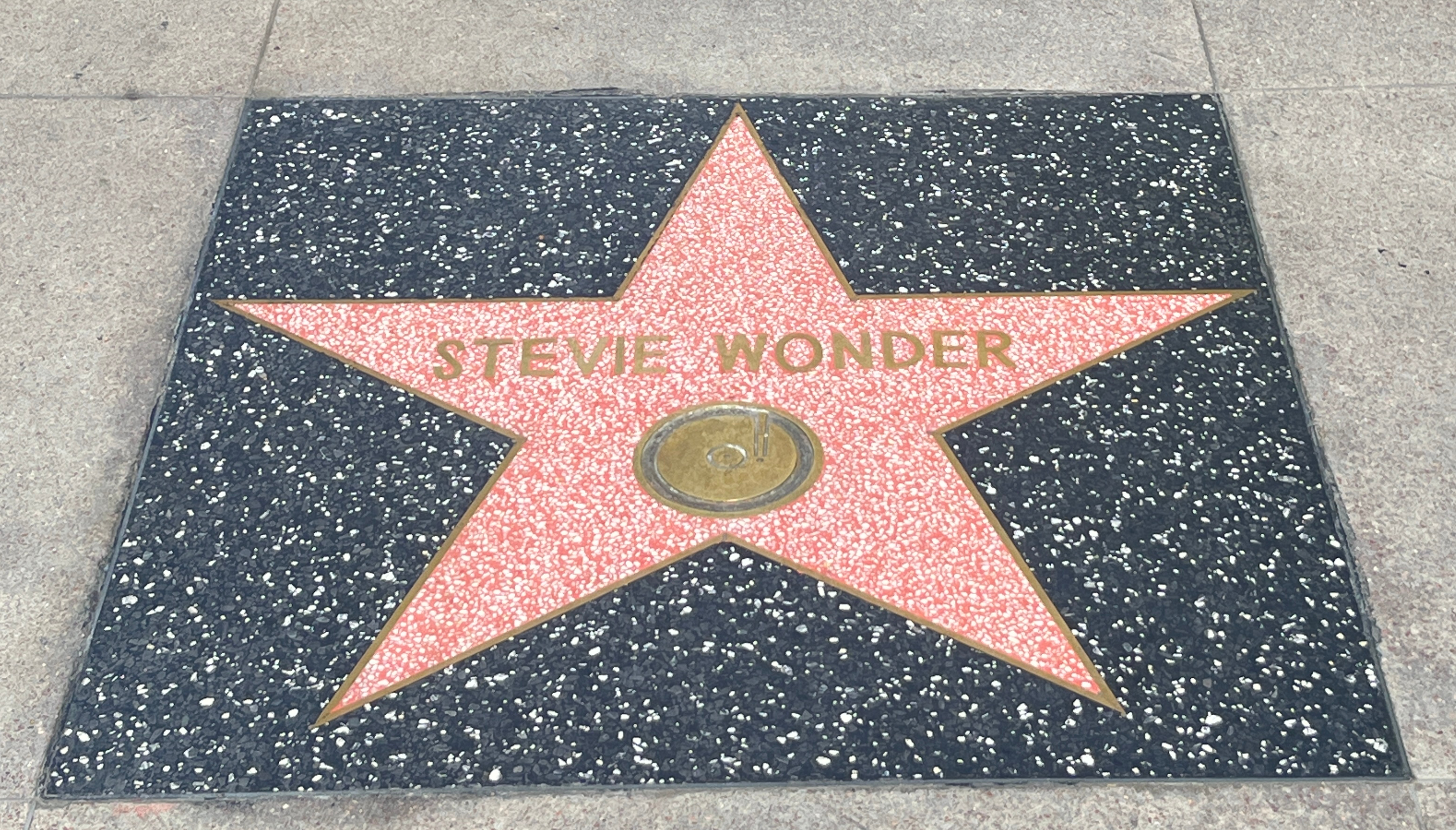
La stella di Stevie Wonder sulla Hollywood Walk of Fame

Dopo Songs in the Key of Life (1976), citato fra i suoi capolavori, la musica si è avvicinata a un formato più accessibile e pop. Il nuovo decennio è stato inaugurato con Hotter than July (1980), più scarno e aggressivo dei predecessori, e il seguente In Conversation Peace (1995) che cita il reggae e l'hip-hop. Wonder viene anche inserito fra gli artisti "AM pop" e contemporary R&B da parte del sito AllMusic.

## Impatto
Il successo di Stevie Wonder come poli-strumentista e interprete con una profonda coscienza sociale, ha significativamente influenzato l'R&B e la pop music. Per valutarne l'importanza basta considerare il fatto che le sue composizioni sono tra le più riproposte come cover dai maggiori cantanti e musicisti internazionali, di estrazione sia rock/funk/dance sia pop. Sono numerosi gli artisti che citano Wonder come uno dei loro maggiori ispiratori, tra i quali Michael Jackson, Siedah Garrett, Usher, Prince, R. Kelly, Babyface, Whitney Houston, Jamiroquai, Lauryn Hill, Beyoncé Knowles, Mariah Carey, Nik Kershaw, Musiq Soulchild, Sananda Maitreya, Alicia Keys, Sting, Red Hot Chili Peppers, Toto, Glenn Hughes, John Legend, Erykah Badu, Jason Kay, Lady Gaga, Maroon 5, Tyler, the Creator, i membri di Jodeci e di Dru Hill.

## Discografia

### Album in studio
- 1962 – The Jazz Soul of Little Stevie Wonder
- 1962 – Tribute to Uncle Ray
- 1963 – With a Song in My Heart
- 1964 – Stevie at the Beach
- 1966 – Up-Tight
- 1966 – Down to Earth
- 1967 – I Was Made to Love Her
- 1967 – Someday at Christmas
- 1968 – For Once in My Life
- 1969 – My Cherie Amour
- 1970 – Signed Sealed & Delivered
- 1971 – Where I'm Coming From
- 1972 – Music of My Mind
- 1972 – Talking Book
- 1973 – Innervisions
- 1974 – Fulfillingness' First Finale
- 1974 – A Toot and a Snore in '74 (con Paul McCartney, John Lennon e Harry Nilsson)
- 1976 – Songs in the Key of Life
- 1980 – Hotter than July
- 1984 – The Woman in Red
- 1985 – In Square Circle
- 1987 – Characters
- 1995 – Conversation Peace
- 2005 – A Time to Love

### Album dal vivo
- 1963 – Recorded Live: The 12 Year Old Genius
- 1970 – Stevie Wonder Live
- 1970 – Live at the Talk of the Town
- 1995 – Natural Wonder

### Raccolte
- 1977 – Looking Back - Anthology
- 1982 – Stevie Wonder's Original Musiquarium
- 1996 – Song Review: A Greatest Hits Collection
- 1999 – At the Close of a Century (Cofanetto 4 dischi)
- 2002 – Stevie Wonder: The Definitive Collection

### Colonne sonore
- 1979 – Journey through the Secret Life of Plants
- 1984 – The Woman in Red
- 1991 – Jungle Fever
- 2016 – Faith

## Riconoscimenti
Stevie Wonder ha ricevuto 25 Grammy Award e un Oscar per la migliore canzone nel corso della sua carriera. Nel 1989 fu inserito nella Rock and Roll Hall of Fame e nella Songwriters Hall of Fame. Nel 1999 è stato insignito del Kennedy Center Honors e venne premiato nel 2004 con il Billboard Music Award per il Century Award. Nel 2016 la città di Detroit ha intitolato una via a suo nome.
- 25 Grammy Awards
- US Distinguished Service Award, 1969 consegnatogli dal Presidente degli Stati Uniti Richard Nixon.
- NARM Presidential Award 1974: "come tributo ad un uomo che incarna ogni aspetto dell'artista musicale completo"
- ASCAP Founders Award 1984 - Primo a ricevere il premio
- NARM Artist of the Decade 1985
- Oscar - Oscar per la migliore canzone a I Just Called to Say I Love You, dal film La signora in rosso (The Woman in Red) - 1985
- NARAS Lifetime Achievement Award, 1996
- United in Recovery's Ambassador of Peace Award, agosto 1998
- Songwriters Hall Of Fame: ammesso nel 1989, insignito del Songwriters Hall Of Fame Lifetime Achievement Award nel 2002
- Polar Music prize 1999 dalla The Royal Swedish Academy of Music
- 1999 MusiCares Person of the Year, consegnatoli dal comitato per i GRAMMY Awards
- Rhythm & Blues Foundation Pioneer Awards Lifetime Achievement Award: 2000
- Ivor Novello Awards (UK) - Lifetime Achievement Award: 2001
- Billboard Century Award - Lifetime Achievement 2004
- Lifetime Achievement Award - Città di Detroit 2005
- National Artistic Achievement Award - 2006
- Maria Fisher Founder's Award for Public Service - Thelonius Monk Institute 2006
- Lifetime Achievement Freedom Award - Civil Rights Museum 2006
- Hope of Los Angeles Award - Città di Los Angeles 2007
- Premio Gershwin - Biblioteca del Congresso 2009
- Young Hollywood Hall of Fame (1960's)
- Premio Wolf per le arti - 2021